# Sint-Pauluskerk (Nijlen)

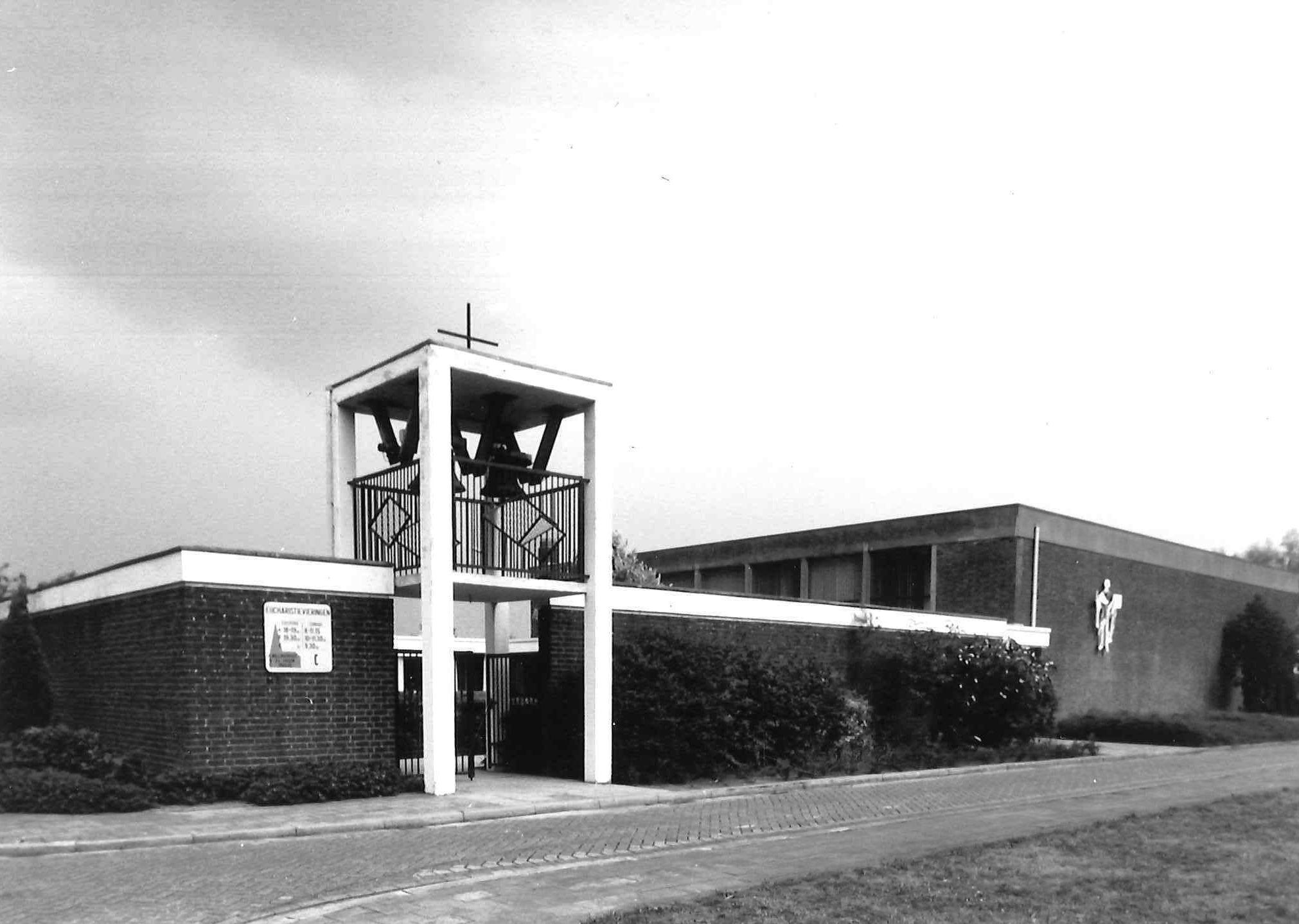
Sint-Pauluskerk

De Sint-Pauluskerk is een rooms-katholiek kerkgebouw in de Antwerpse plaats Nijlen, gelegen aan de Broechemsesteenweg 219.
Deze kerk werd gebouwd in 1972-1973 en ligt in het westen van de kom van Nijlen in de wijk Achterbist. Het is een eenvoudige zaalkerk in de stijl van het naoorlogs modernisme. De kerk heeft een rechthoekige plattegrond en een plat dak. Er is een langwerpige toegangsruimte waarboven zich een lage open klokkentoren verheft.